# Pu (jednotka)
Pu je stará jednotka délky používaná v Číně. Je podobná jednotce ald používané v Mongolsku.
Převodní vztahy:
- 1 pu = 1,791 m = 5 čch’.